# Степной (Свердловский сельсовет)
Степной — посёлок в Красногвардейском районе Оренбургской области в составе Свердловского сельсовета.

## География
Находится на расстоянии примерно 24 километра по прямой на юг от районного центра села Плешаново.

## Население
Население составляло 61 человек в 2002 году (русские 28 %, казахи 66 %), 54 по переписи 2010 года.